# Ов'єдський судар

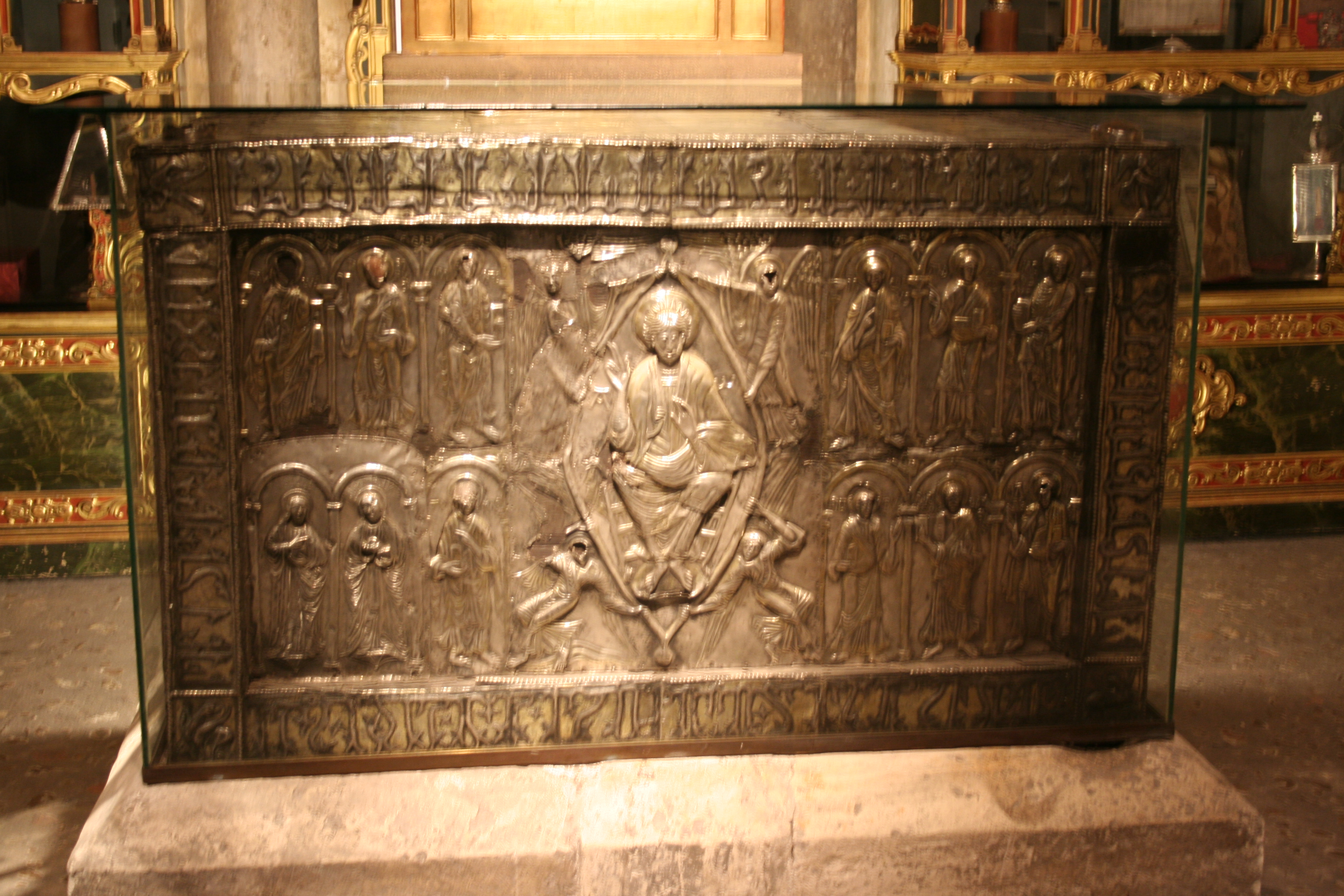
Арка, де зберігається судар

Ов'є́дський суда́р, або Овіє́дський суда́р (лат. Sudario de Oviedo) — у католицькій церкві хустка, у яку було замотано голову Ісуса Христа під час поховання. Згадується у Євангелії від Івана (Ів. 20:6-7). За переказом, зберігається в Ов'єдському соборі святого Спасителя, місто Ов'єдо, Іспанія. Вважається однією з цінних християнських реліквій, поряд із Туринською плащаницею. Має вигляд лляної хустки, заплямованої кров'ю, розміром 84 на 53 см. Тричі на рік виставляється на всенародний огляд: на Страсну п'ятницю, в день Воздвиження Хреста Господнього 14 вересня і 21 вересня. Також — Госпо́дній суда́рій (лат. Sudarium Domini)